# Gustav Hasler

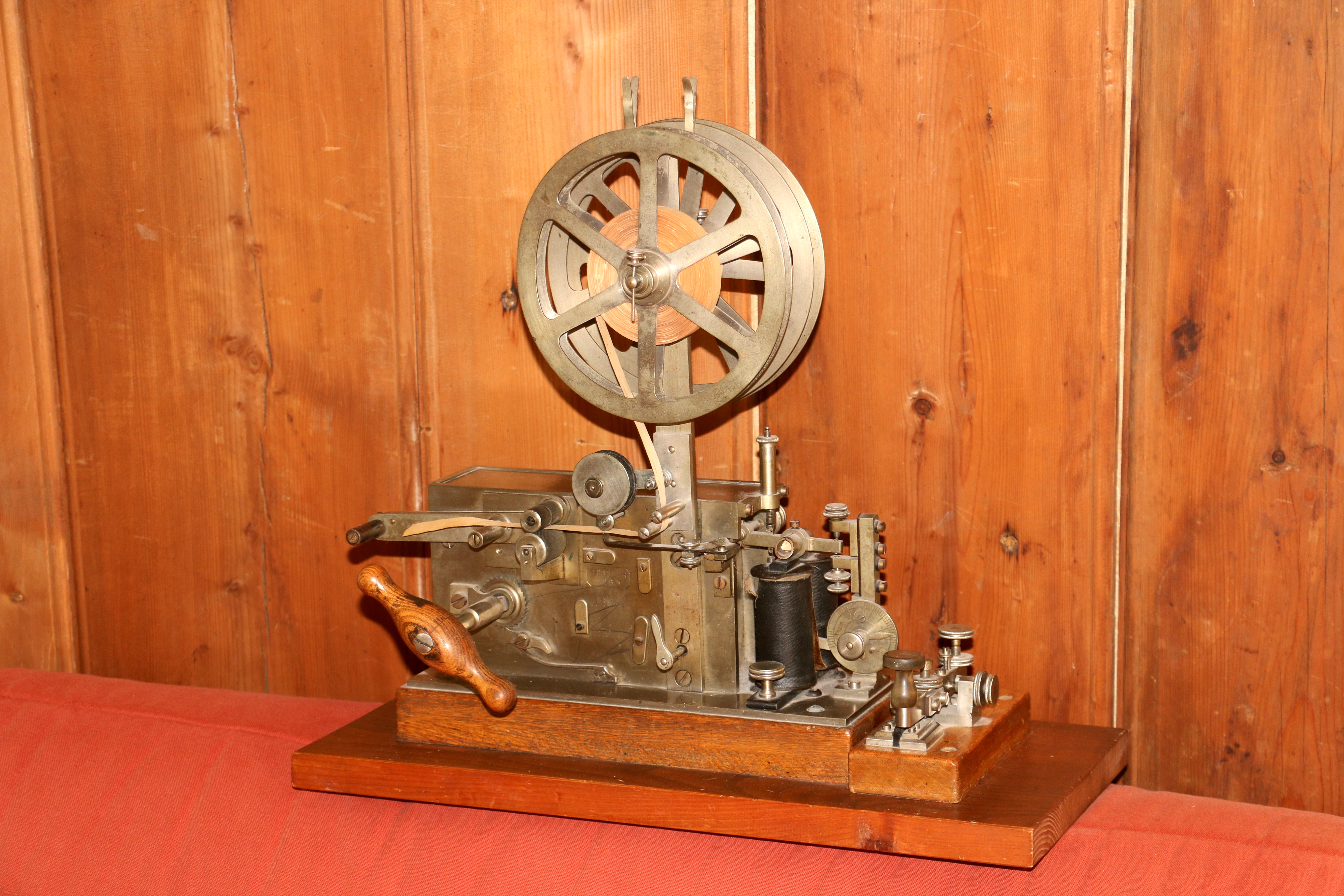
Diese Schreibtelegrafen von G. Hasler (Bern) waren bei der Gotthardbahn im Einsatz

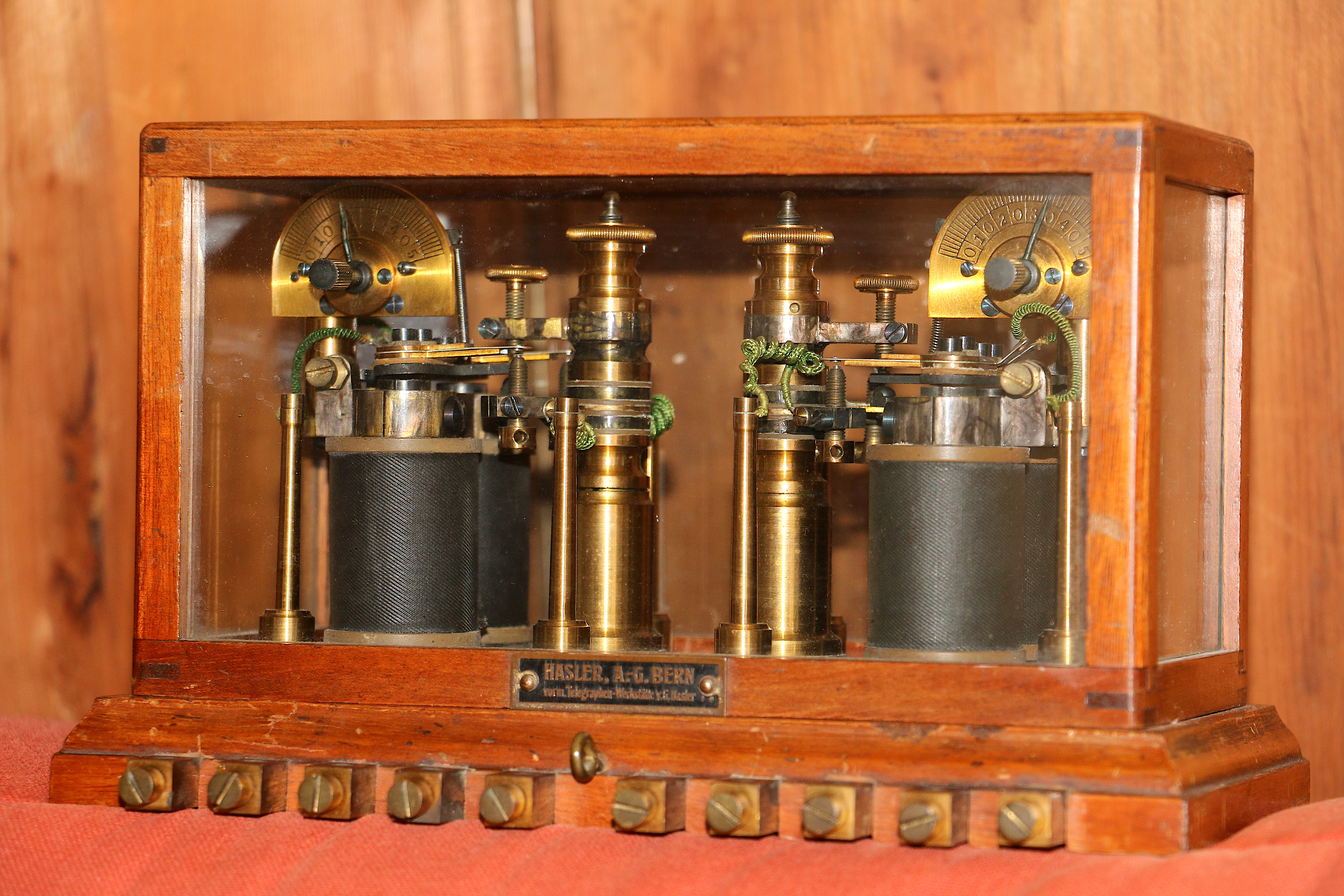
Ein Schreibtelegrafen-Relais der Firma Hasler, A.‑G. Bern

Gustav Hasler (* 26. Oktober 1877 in Bern; † 9. Juli 1952 in Grindelwald) war ein Schweizer Techniker und Industrieller.
Mit 22 Jahren übernahm er die von seinem Vater Gustav Adolf Hasler (1830–1900) gegründete Fabrik für Telegraphen- und Telefon-Apparate. Die Weiterführung geschah ab 1909 neu als Aktiengesellschaft Hasler Bern. Er baute sie zu einem internationalen Telekommunikationsunternehmen aus. 1987 schloss sich die Hasler Holding AG mit der Autophon Holding AG und der Zellweger Telecommunications AG zur heutigen Firma Ascom zusammen.
Hasler war auch begeisterter Bergsteiger und Alpinist. Er war der erste Präsident der 1907 gegründeten Sektion Grindelwald des Schweizer Alpen-Clubs, die er auch finanziell beim Bau der Konkordiahütte unterstützte. Nach ihm ist die Haslerrippe am Aletschhorn, eine anspruchsvolle Hochtour, benannt.
Er war mit der Engländerin Marie Rosalind Hampson Simpson verheiratet.